# KDB생명보험
KDB생명보험은 대한민국의 생명보험회사이다.

## 연혁
- 1988년 광주생명보험 설립
- 1993년 광주생명보험에서 아주생명보험으로 상호 변경
- 1996년 금호그룹 계열사로 편입되면서 금호생명보험으로 상호 변경
- 2000년 동아생명을 흡수합병하고 금호생명으로 상호 동일
- 2010년 한국산업은행 계열사로 편입되면서 KDB생명보험으로 상호 변경